# فیروزکوهی
فیروزکوهی یکی از چهار قبیله بزرگ مردم ایماق است که عمدتاً در افغانستان سکونت دارند.